# マルキーズ諸島

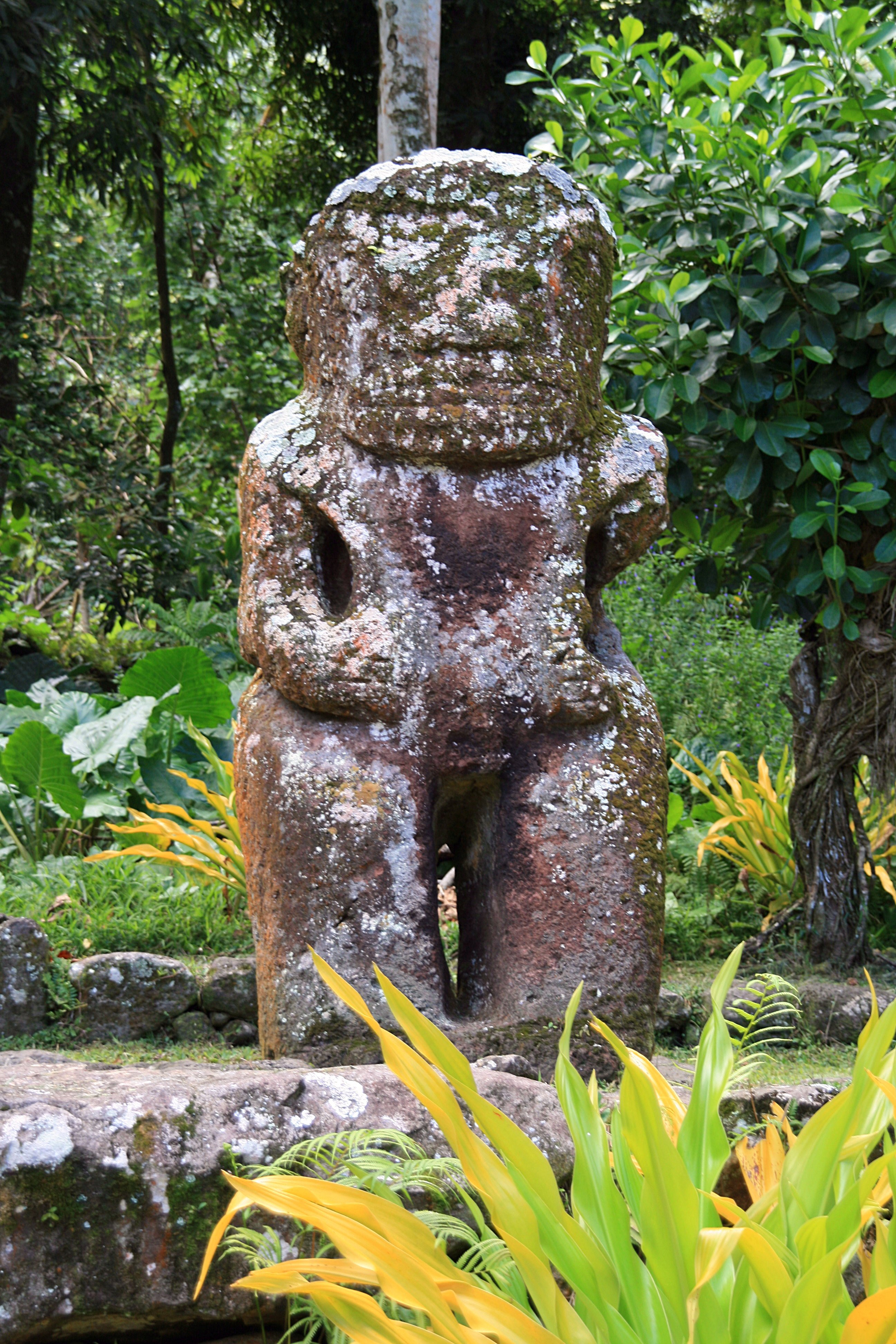
ヒバオア島のティキ像

マルキーズ諸島の旗

マルキーズ諸島（マルキーズしょとう、マルケサス諸島とも、フランス語: îles Marquises、英語: Marquesas Islands）は、南太平洋にあるヌクヒバ島やヒバオア島など12の火山島とひとつの環礁（Motu One）からなる諸島。フランス領ポリネシアの一部を成し、タヒチ島からは北東に約1,500キロメートルの海域に位置する。

## 概要
サンゴ礁はほとんどなく、険しい海食崖を示す。世界のどの大陸からも、最も離れている諸島となっている（アメリカ大陸のカリフォルニアまで5,500キロメートル、ニュージーランドまで5,800キロメートル、日本まで9,800キロメートル）。
先住民はポリネシア系で、先住民の言葉ではこの島々が「人間の土地」、「テ・フェヌア・エナナTe Fenua Enana」（北マルキーズ語）もしくは「テ・フェヌア・エナタTe Fenua Enata」（南マルキーズ語）と呼ばれる。
約4,000年前に台湾島周辺から南下したポリネシア民族の祖先が、メラネシア系の民族から逃れて、約2,000年前にサモアやトンガを出発し、3,000キロメートル以上の航海の後、未踏であったこの諸島を最初に発見したとされる。その後、ポリネシア人はこのマルキーズ諸島を拠点にして、トゥアモトゥ諸島、ソシエテ諸島、イースター島、ハワイ、そして最後にニュージーランドの2島を発見して、ポリネシア三角圏が出来上がったとされる。
1595年7月にスペインの探検家アルバロ・デ・メンダーニャ・デ・ネイラが西洋人として初めて来航し、当時のペルー副王婦人（「侯爵夫人」＝Marquesa）にちなんで「マルケサス諸島」と名付けた（仏語は「Marquise」）。その後、1842年にフランス領となった。以降、欧米人の捕鯨の漁夫による暴力や、彼らが持ち込んだ病気などにより人口が激減した（19世紀末の約10万人から、1920代には約2,000人まで減少した）。
現在は、総面積は約1,240平方キロメートルにして人口は8,064人。中心地はヌク・ヒバ島のタイオハエと、ヒバ・オア島のアトアナ。主な経済はコプラ、バニラ、タバコの輸出。
画家ゴーギャンはヒバオア島で没した。シャンソン歌手のジャック・ブレルはヒバオア島で晩年を過ごし、ポール・ゴーギャンの近くの墓で葬られている。ハーマン・メルヴィルの小説『タイピー』はヌクヒバ島のタイピー渓谷が舞台である。

## マルキーズ諸島の島々
マルキーズ諸島は北部と南部とに分かれており、全部で12の火山島と1つの環礁（Motu One）からなる。

諸島

### マルキーズ北部

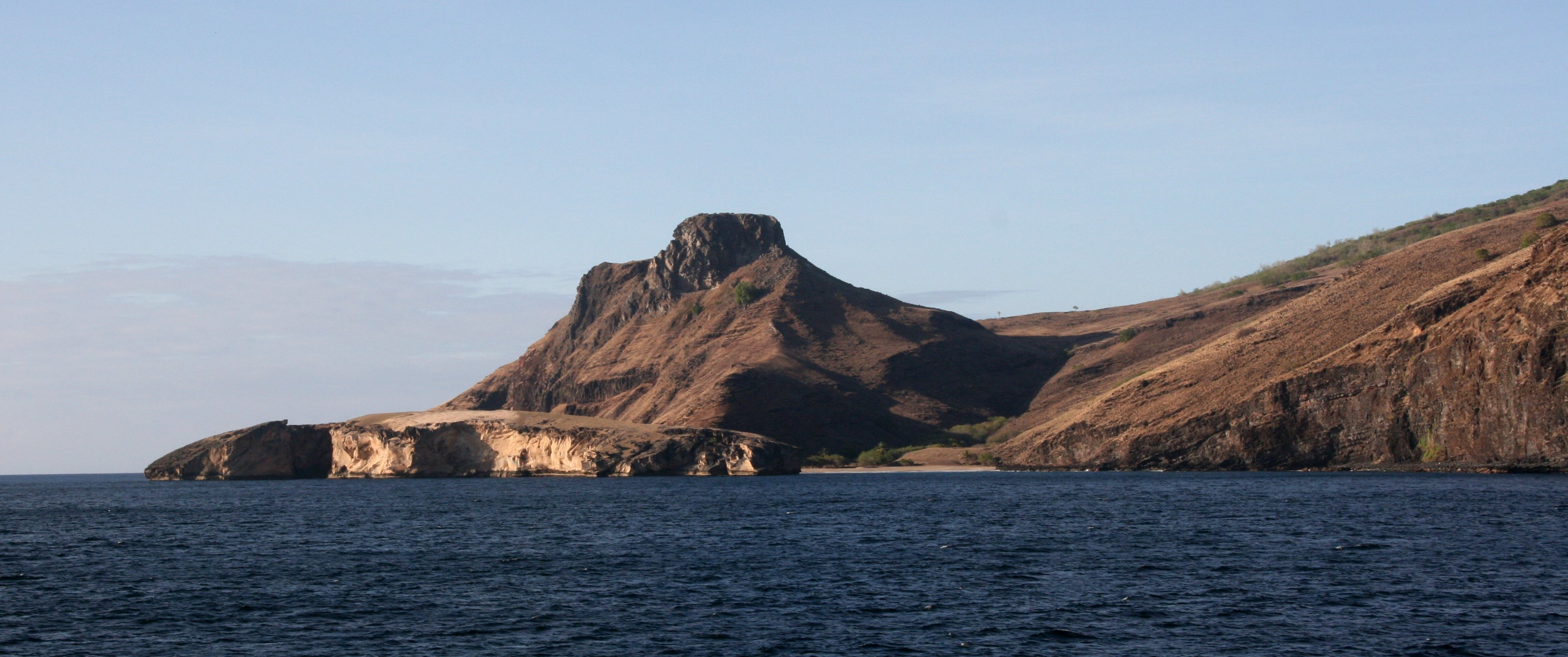
ウア・フカ島

- Motu One
- ハトゥタア島
- エイアオ島
- Motu Iti
- ヌク・ヒバ島
- ウア・フカ島
- ウア・ポウ島

### マルキーズ南部

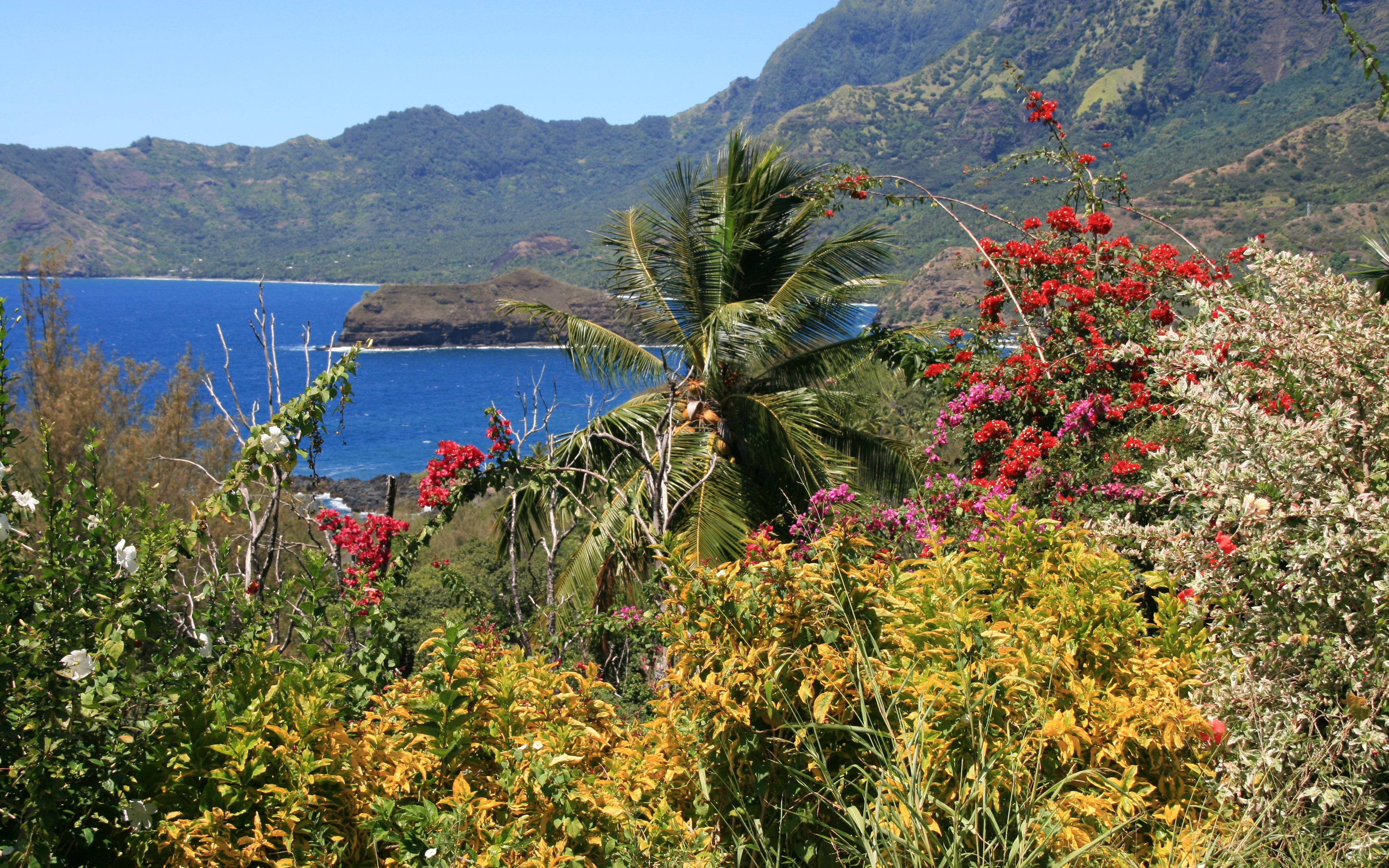
ヒバ・オア島

- ファトゥ・フク島
- ヒバ・オア島
- タフアタ島
- Moho Tani
- ファトゥ・ヒバ島
- Motu Nao

## 世界遺産
2024年の第46回世界遺産委員会で登録された。フランスの世界遺産としては2件目の複合遺産となった。

### 登録基準
この世界遺産は世界遺産登録基準のうち、以下の条件を満たし、登録された（以下の基準は世界遺産センター公表の登録基準からの翻訳、引用である）。
- (3) 現存するまたは消滅した文化的伝統または文明の、唯一のまたは少なくとも稀な証拠。
- (6) 顕著で普遍的な意義を有する出来事、現存する伝統、思想、信仰または芸術的、文学的作品と直接にまたは明白に関連するもの（この基準は他の基準と組み合わせて用いるのが望ましいと世界遺産委員会は考えている）。
- (7) ひときわすぐれた自然美及び美的な重要性をもつ最高の自然現象または地域を含むもの。
- (9) 陸上、淡水、沿岸および海洋生態系と動植物群集の進化と発達において進行しつつある重要な生態学的、生物学的プロセスを示す顕著な見本であるもの。
- (10) 生物多様性の本来的保全にとって、もっとも重要かつ意義深い自然生息地を含んでいるもの。これには科学上または保全上の観点から、すぐれて普遍的価値を持つ絶滅の恐れのある種の生息地などが含まれる。